# Lars Olden Larsen
Lars Olden Larsen (Oslo, 17 september 1998) is een Noors voetballer die doorgaans speelt als vleugelspeler. In juli 2023 verruilde hij Nizjni Novgorod voor N.E.C..

## Clubcarrière

### KFUM Oslo
Olden Larsen speelde in de jeugd van Årvoll IL, waarvoor hij ook drie wedstrijden in het eerste elftal uitkwam. Hij werd in 2014 opgenomen in de opleiding van Vålerenga IF. Vier jaar later nam KFUM Oslo hem over, uitkomend op het derde niveau, waar direct promotie werd behaald. In dat promotiejaar kwam hij tot zeven goals in 30 wedstrijden, waaronder twee in de beslissende promotiewedstrijden. Het seizoen erop, op het tweede niveau van Noorwegen, scoorde Larsen elf keer. KFUM eindigde knap vierde en kon dus via play-offs voor de tweede achtereenvolgende keer promoveren. In de finale, waarin Olden Larsen negentig minuten speelde, verloor KFUM echter. Dat bleek zijn laatste wedstrijd te zijn voor KFUM Oslo, hij speelde zestig wedstrijden en scoorde daarin achttien keer.  

### Mjøndalen
Medio 2020 nam Mjøndalen de vleugelaanvaller over. In de Eliteserien debuteerde Olden Larsen op 16 juni 2020, op bezoek bij Stabæk (0–0). Van coach Vegard Hansen mocht hij in de basis beginnen en hij werd zes minuten voor tijd gewisseld. In zijn eerste seizoen kwam hij in negenentwintig wedstrijden niet tot scoren. In de eerste speelronde van zijn tweede seizoen was het wel meteen raak. Het bleek een opmaat naar meer: hij scoorde dat seizoen acht keer.

### Nizjni Novgorod
In februari 2022 maakte Olden Larsen voor een bedrag van circa vierhonderdduizend euro de overstap naar Nizjni Novgorod, waar hij zijn handtekening zetten onder een verbintenis voor de duur van drieënhalf jaar. Na vier officiële wedstrijden voor Niznji Novgorod mocht Olden Larsen vanwege nieuwe FIFA-regels zijn contract opschorten in Rusland, door de Russische invasie van Oekraïne. 

### BK Häcken
Hierop huurde BK Häcken hem tot het einde van het Russische seizoen. In juni werd de huurverbintenis met een jaar verlengd tot medio 2023. Aan het einde van 2022 kroonde hij zich met de club tot Zweeds landskampioen, hij had daarin met vier goals en twee assist een aandeel. In mei 2023 werd ook de beker gewonnen. Hij begon zijn tweede seizoen voortvarend. Tot de zomerstop kwam hij tot acht doelpunten en zeven assists in zeventien wedstrijden. Dat trok de aandacht van andere clubs en dus verliet hij Zweden, waar hij in zesendertig wedstrijden tot twaalf goals en acht assists kwam.

### N.E.C.
In juni 2023 tekende hij een contract voor vier seizoenen bij N.E.C., ingaande per juli van dat jaar. Hij ging in Nijmegen spelen met rugnummer 14. Hij maakte op 13 augustus zijn debuut voor N.E.C. in de openingswedstrijd tegen Excelsior. Coach Rogier Meijer liet hem in de basis starten en hij speelde het gehele duel mee. Door een treffer in de blessuretijd van de tweede helft werd met 3–4 verloren. Na vier wedstrijden, waarin hij tot geen enkele goal of assist kwam, werd hij door Meijer gepasseerd voor Rober González. Op 1 maart 2024 maakte hij als invaller tegen FC Volendam (2–5 overwinning) zijn eerste doelpunt voor N.E.C. Op 27 augustus 2024 werd hij tot en met 2 januari 2025 verhuurd aan BK Häcken, dat tevens een optie tot koop bedong. Deze werd niet gelicht en in januari 2025 keerde Olden Larsen terug in Nijmegen.

## Clubstatistieken
| Seizoen | Club            | Competitie   | Competitie | Competitie | Beker | Beker | Nacompetitie | Nacompetitie | Totaal | Totaal |
| Seizoen | Club            | Competitie   | Wed.       | Dlp.       | Wed.  | Dlp.  | Wed.         | Dlp.         | Wed.   | Dlp.   |
| ------- | --------------- | ------------ | ---------- | ---------- | ----- | ----- | ------------ | ------------ | ------ | ------ |
| 2018    | KFUM Oslo       | 2. divisjon  | 28         | 5          | 0     | 0     | 2            | 2            | 30     | 7      |
| 2019    | KFUM Oslo       | 1. divisjon  | 28         | 10         | 2     | 1     | —            | —            | 30     | 11     |
| 2020    | Mjøndalen       | Eliteserien  | 28         | 0          | 0     | 0     | 1            | 0            | 29     | 0      |
| 2021    | Mjøndalen       | Eliteserien  | 30         | 8          | 1     | 0     | —            | —            | 31     | 8      |
| 2021/22 | Nizjni Novgorod | Premjer-Liga | 3          | 0          | 1     | 0     | —            | —            | 4      | 0      |
| 2022    | → BK Häcken     | Allsvenskan  | 19         | 4          | 1     | 0     | —            | —            | 20     | 4      |
| 2023    | → BK Häcken     | Allsvenskan  | 12         | 5          | 5     | 3     | —            | —            | 17     | 8      |
| 2023/24 | N.E.C.          | Eredivisie   | 19         | 1          | 3     | 0     | 1            | 0            | 23     | 1      |
| 2024/25 | N.E.C.          | Eredivisie   | 1          | 0          | 0     | 0     | —            | —            | 1      | 0      |
| 2024    | → BK Häcken     | Allsvenskan  | 11         | 1          | 0     | 0     | —            | —            | 11     | 1      |
| 2025    | N.E.C.          | Eredivisie   | 8          | 0          | 0     | 0     | 1            | 0            | 9      | 0      |
| Totaal  | Totaal          | Totaal       | 187        | 34         | 13    | 4     | 5            | 2            | 205    | 40     |

Bijgewerkt op 23 mei 2025.

## Erelijst
| Competitie    |           |           |
| Competitie    | Aantal    | Jaren     |
| BK Häcken     | BK Häcken | BK Häcken |
| ------------- | --------- | --------- |
| Allsvenskan   | 1         | 2022      |
| Svenska Cupen | 1         | 2022/23   |